# Iestyn ap Gwrgant
Iestyn ap Gwrgant [ˈjɛstɪn ap ˈGʊrgant] (Jestyn ap Gwrgant) (en inglés: Justin, hijo de Gwrgant) (c. 1045– 1093) fue el último gobernante del reino galés de Morgannwg, que abarcaba los condados de Glamorgan y Monmouthshire.

## Orígenes
Iestyn ap Gwrgant fue el último gobernante de la casa real de Morgannwg, cuyo linaje se extiende hasta quinientos años antes con Tewdrig (c. 550-584). Los miembros de esta casa real estaban enlazados con otras casas reales de Gales a través de matrimonio, y eran descendientes del celebrado Rhodri Mawr. Se cree que la base de Iestyn ap Gwrgant estaba ubicada en Dinas Powys, al suroeste de Cardiff.

## Invasión normanda
Iestyn gobernó probablemente Morgannwg durante poco menos de una década (c. 1081–1090) y se cree que construyó castillos en las regiones de Cardiff y Kenfig. La versión popular de los acontecimientos históricos es que Iestyn, tras una disputa con su rival Einion ap Collwyn, invitó a Robert FitzHamon y sus doce caballeros a la región para resolver el asunto. Naturalmente, una vez invitados, se negaron a marchar. Iestyn fue depuesto c. 1090 por Robert FitzHamon, señor de Gloucester, que estableció un señorío con base en Cardiff y posteriormente conquistó las tierras bajas de Glamorgan (el Valle de Glamorgan), que fue dividido y entregado a sus seguidores. Las partes montañosas de Glamorgan quedaron bajo control galés. Caradog ap Iestyn, el hijo mayor de Iestyn ap Gwrgant, fue el único señor galés en conservar tierras en las tierras bajas de Glamorgan tras la conquista de Fitzhamon. Retuvo los territorios entre los ríos Neath y Afan, y él y sus descendientes fuero conocidos como los "señores de Afan."

## Interpretación moderna

Bandera de Cardiff

Las armas de Iestyn ap Gwrgant pueden ser vistas hoy en un contexto moderno, ya que pasaron a formar parte de la Bandera de Glamorgan que forma parte de la bandera de Cardiff. Además las armas pueden verse en la cresta del Pontypridd Club de Fútbol del Rugbi. Richard Williams Morgan afirmaba que una referencia a un hijo de Caratacus llamado San Cyllin fue encontrado en los registros familiares de Iestyn ab Gwrgant y utilizó esto como prueba de la llegada del cristianismo a Gran Bretaña"